# Natatolana bowmani
Natatolana bowmani är en kräftdjursart som beskrevs av Bruce1986. Natatolana bowmani ingår i släktet Natatolana och familjen Cirolanidae. Inga underarter finns listade i Catalogue of Life.